# Gaius Laelius (consul in 190 v.Chr.)
Gaius Laelius, generaal en staatsman, was een vriend van Publius Cornelius Scipio Africanus maior (Scipio Africanus), die hij vergezelde bij zijn Spaanse veldtocht (210 - 206 v.Chr.).
Toen Scipio consul was (205 v.Chr.) en besloot een expeditie te ondernemen naar Afrika, ging Laelius samen met hem naar Sicilië. In 203 v.Chr. versloeg hij de prins van de Masaesylen, Syphax, die zijn verbond met Scipio had verbroken en zich had aangesloten bij de Carthagers. Bij Zama (202 v.Chr.) kreeg Laelius een belangrijke taak als leider van de cavalerie.